# Mesjid Bungie
Mesjid Bungie is een bestuurslaag in het regentschap Pidie van de provincie Atjeh, Indonesië. Mesjid Bungie telt 309 inwoners (volkstelling 2010).